# Ulises y las sirenas (cuadro de John William Waterhouse)
Ulises y las sirenas es un cuadro del pintor John William Waterhouse, realizado en 1891, que se encuentra en la National Gallery of Victoria de Melbourne, Australia.

## El tema
Waterhouse representa el episodio de la Odisea en el que el protagonista huye de las sirenas. Estas eran seres que atraían a los navegantes hacia la costa con su canto y al acercarse el barco estallaba contra los arrecifes, siendo devorados sus ocupantes.
El episodio de Ulises y las sirenas es muy representado en el arte desde la antigüedad (mosaico del Museo Nacional del Bardo), con ejemplos como el de Herbert James Draper de 1909, el de Adolf Hirémy-Hirschl de 1933 y el de Victor Mottez.
La sirena es un ser mitológico frecuentemente representado en el arte, y el propio autor la hizo protagonista de otro dos de sus cuadros, uno de 1900 y otro de 1901, de la Royal Academy en Londres.

## Descripción de la obra

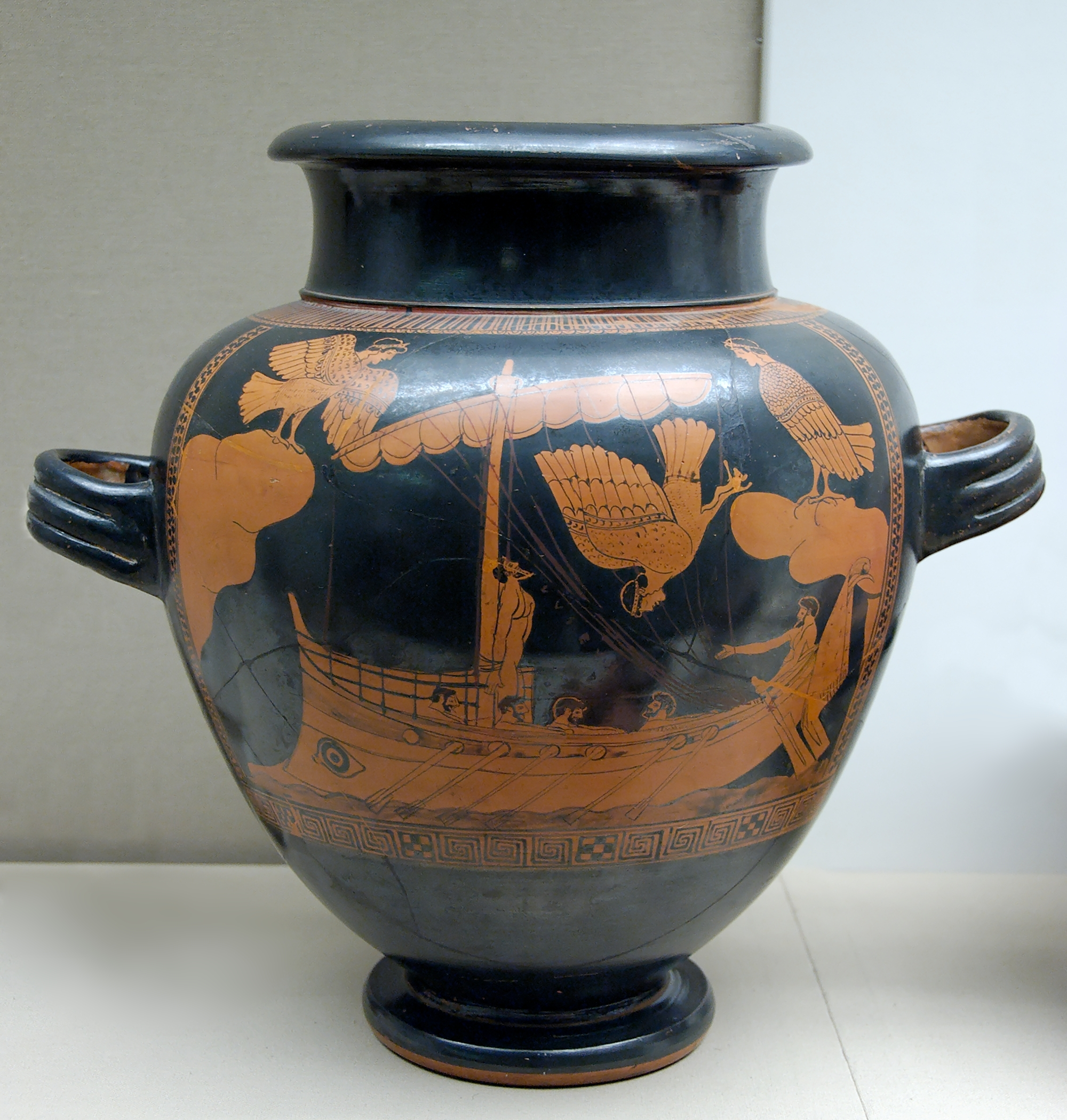
Ulises y las sirenas: pieza de cerámica ática; 480–470 a. C. Museo Británico.

El autor pinta a las sirenas en su forma original, como genios marinos híbridos de mujer y ave, aunque la representación más común las describe como hermosas mujeres con cola de pez en lugar de piernas.
Como describe Homero en su canto XII de la Odisea, Ulises, aconsejado por la maga Circe, ordena a sus hombres que se tapen los oídos con cera, mientras él es atado al mástil de su barco, con lo que puede escuchar el canto de las sirenas sin caer en su embrujo. Derrotadas, las sirenas se convierten en rocas o se arrojan al mar.

## Véase también

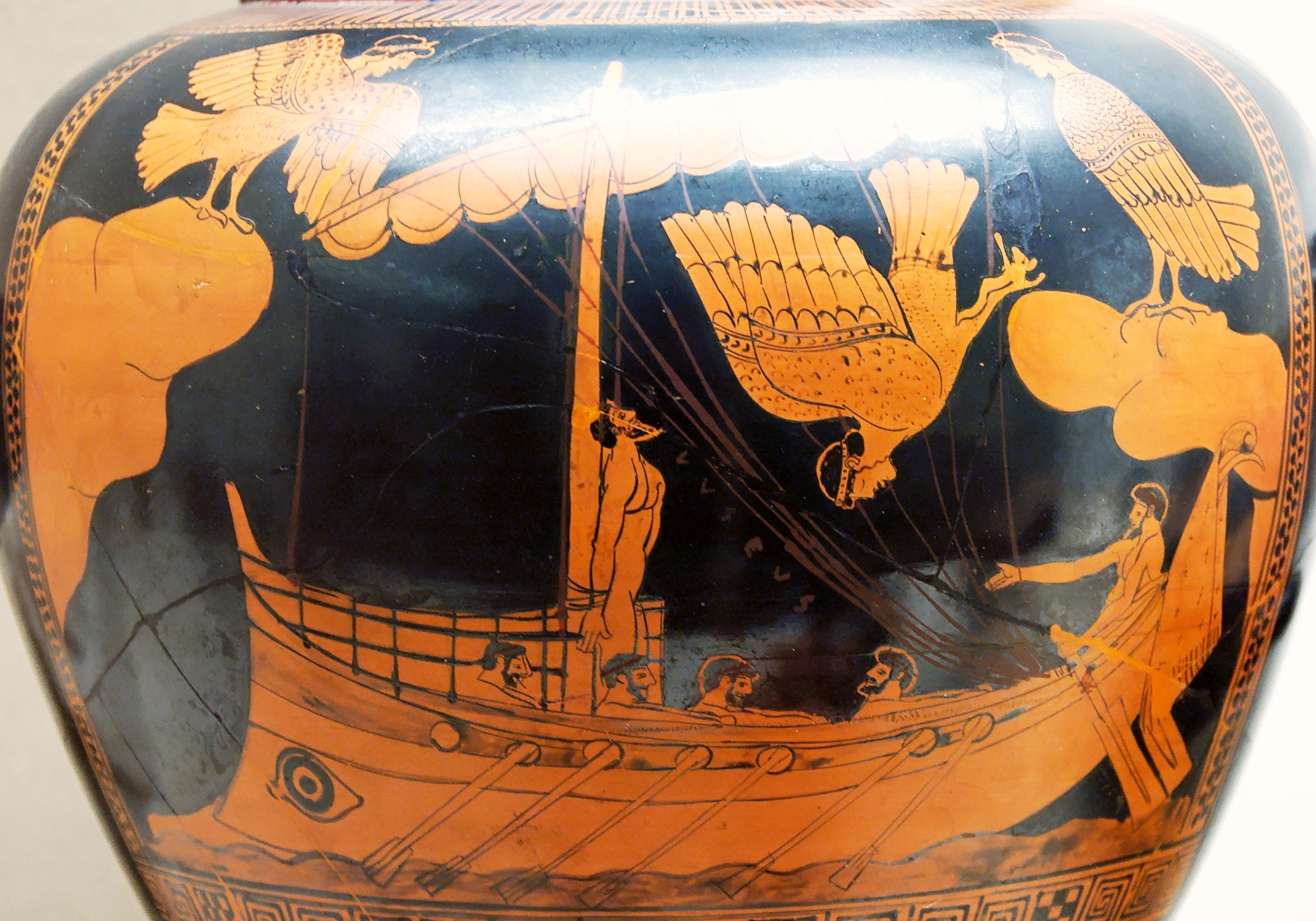
Ulises y las sirenas: pieza de cerámica ática; 480–470 a. C. Museo Británico (detalle).